# Circuito cittadino di Dirʿiyya
Il circuito cittadino di Dirʿiyya è un circuito automobilistico situato a Dirʿiyya, che si trova in prossimità della capitale saudita Riad.
Il circuito cittadino è utilizzato dalle monoposto di Formula E a partire dalla stagione 2018-2019, ed è stato utilizzato anche per il Jaguar I-Pace eTrophy. Il primo E-Prix di Dirʿiyya si è tenuto il 15 dicembre 2018.

## Tracciato

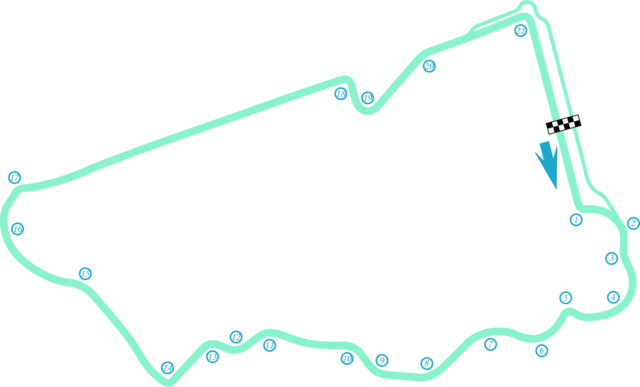
Il tracciato usato dal 2018 al 2019

Il tracciato si compone di 21 curve per un totale di 2847 m. La partenza è posizionata nel cuore della città e, dopo un lungo rettilineo il circuito passa attorno alle mura storiche di Dirʿiyya, con una serie di curve tecniche e insidiose.
Nel 2021 il circuito è stato rivisto, modificando la pit lane, le curve 9, 13, 18 e 19 e spostando la linea di partenza sul rettilineo tra le curve 18 e 19.

## Record
| Categoria             | Tempo    | Pilota         | Veicolo               | Evento                                      |
| --------------------- | -------- | -------------- | --------------------- | ------------------------------------------- |
| Formula E             | 1:08.723 | Sam Bird       | Jaguar I-Type 5       | E-prix di Dirʿiyya 2022 - Gara 2            |
| Jaguar I-Pace eTrophy | 1:30.564 | Sérgio Jimenez | Jaguar I-Pace eTrophy | Diriyah Jaguar I-Pace eTrophy 2022 - Gara 2 |